# 프레더릭턴 커네이디언스
| 프레더릭턴 커네이디언스 | |
| 콘퍼런스                | 북부 콘퍼런스 (1995년~1997년) 동부 컨퍼런스 (1997년~1999년) |
| 디비전                  | 노스 디비전 (1990년~1991년) 애틀랜틱 디비전 (1991년~1996년) (1997년~1999년) 캐나디안 디비전 (1996년~1997년) |
| 설립연도                | 1990년 |
| 해체연도                | 1999년 |
| 역사                    | 몬트리올 보이저스 (1969년~1971년) 노바스코샤 보이저스 (1971년~1984년) 셔브루크 커네이디언스 (1984년~1990년) 프레더릭턴 커네이디언스 (1990년~1999년) 퀘벡 시타델스 (1999년~2002년) 해밀턴 불독스 (2002년~2014년) 세인트존스 아이스 캡츠 (2014년~현재) |
| 경기장                  | 에이트킨 센터 |
| 연고지                  | 뉴브런즈윅주 프레더릭턴 |
| 상징색                  | 빨강, 하양, 파랑 |
| 구단주                  | |
| 단장                    | |
| 감독                    | |
| NHL 제휴                | |
| ECHL 제휴               | |
| 정규시즌 우승           | 1 (1992) |
| 콘퍼런스 우승           | |
| 디비전 우승             | 1 (1992) |
| 칼더 컵                 | |
| 영구 결번               | |

프레더릭턴 커네이디언스(Fredericton Canadiens)는 캐나다 뉴브런즈윅주 프레더릭턴을 연고지로 하는 1990년부터 1999년까지 AHL 소속되었던 아이스 하키팀이다.
1999년 연고지를 퀘벡주 퀘벡 (퀘벡 시타델스)로 이전했다.

## 역대 홈경기장
| 프레더릭턴 커네이디언스 |               |          |                         |      |
| 경기장                  | 사용기간      | 수용인원 | 장소                    | 비고 |
| 에이트킨 센터           | 1990년~1999년 | 3,278명  | 뉴브런즈윅주 프레더릭턴 | 빈칸 |